# Víctor Pey
Víctor Pey Casado (31 de agosto de 1915 – 5 de outubro de 2018)  foi um engenheiro, professor e empresário chileno nascido na Espanha. Nasceu em Madrid, filho do escritor e padre Segismundo Pey Ordeix, e de Manuela Casado, natural de Valladolid. Aos dois anos, mudou-se com os pais para o Barcelona. Lutou no lado republicano na Guerra Civil Espanhola e se associou ao Coluna Durruti. Ele fazia parte do governo espanhol no exílio como assessor técnico da Comissão das Indústrias de Guerra da Catalunha depois de ser capturado na França. Víctor cruzou os Pireneus para dentro da França em 25 de janeiro de 1939 e foi preso e enviado para um campo de prisioneiros em Perpignan. Em setembro de 1939, Pablo Neruda se dispôs que Víctor e sua família embarcassem no navio Winnipeg, rumo ao Chile.
Após chegar à cidade de Santiago, ele encontrou trabalho como agrimensor, juntamente com o engenheiro José Saitúa, que estava encarregado da construção de um aqueduto entre Laguna Negra e Santiago. Víctor tornou-se cidadão chileno naturalizado e trabalhou com seu irmão Raúl em uma empresa de engenharia. Víctor conheceu Salvador Allende durante uma festa organizada por Aníbal Jara, redator do jornal La Hora. Quando Allende se tornou presidente em 1970, Víctor passou a ser assessor do governo da Unidade Popular e foi um de seus colaboradores mais próximos. Ele comprou o jornal El Clarín durante a presidência de Allende, que se tornou o maior jornal do Chile. Depois que a ditadura de Pinochet foi imposta em 1973, o El Clarín foi encerrado. Víctor foi perseguido pela junta militar; exilou-se e não retornou até a década de 1990.
Em 1997, Víctor iniciou um processo contra o governo chileno no Tribunal do Banco Mundial pela expropriação de seu jornal. Sucessivas administrações chilenas ocuparam a posição de não pagar Víctor. Após uma batalha jurídica de dezenove anos, o caso foi arquivado sem que Víctor recebesse nenhuma indenização.
Víctor se identificava como um agnóstico. Ele foi nomeado reitor honorário da Universidade do Chile em 2015, coincidindo com o seu centenário de nascimento. Morreu de causas naturais em 5 de outubro de 2018, aos 103 anos.